# Florence de Werquignoeul
Florence de Werquignoeul of Verquigneul (Épinoy, 24 januari 1559 – Dowaai, 29 augustus 1638) was een Franse moniale, vernieuwster van de Benedictijner kloosterregels, zij was de oprichtster van meerdere kloosters in Frankrijk en België.

## Florence de Werquignoeul
Haar jeugd brengt Florence door in de Abdij van Moustier, nabij Namen, geleid door mevrouw de Davre, een familielid van haar moeder. Tijdens de godsdienstoorlogen vluchtte de familie in 1579 naar Dowaai. In 1583 treedt Florence in de Abdij van Flines toe tot cisterciënzer orde, onder leiding van mevrouw d'Esne. Ze legt haar geloften af op 15 juni 1585.
Door de godsdienstoorlogen, besluit Florence, met een paar metgezellen, om te leven binnen de geestelijke gemeenschap te Flines en de strengere regels te volgen en meer te leven in overeenstemming met de geest van Sint Bernardus de stichter van de orde van de cisterciënzers. In 1595, na advies van haar biechtvader, ontwikkelt ze een nieuw project om het kloosterlijke leven te herstellen in overeenstemming met de regels.

## Abdijen, Priorijen en kloosters
De hervorming krijgt de bescherming van monseigneur Moullart, bisschop te Atrecht (Frans: Arras), deze behoort tot de Orde van Sint- Benedictus en wordt ondersteund door de heersers van de tijd, de aartshertog Albrecht van Oostenrijk en zijn vrouw Isabella, Infante van Spanje (dochter van Filips II).
Florence en haar metgezellen krijgen in 1599 van de burgerlijke autoriteiten, de toelating de orde van Sint-Bernard van Clairvaux te verlaten en volgen voortaan de leefregels die Sint-Benedictus voorschrijft.
Florence en haar metgezellen verlaten de Abdij van Flines en betrekken het "Hotel de la Motte" in Dowaai.
Op 18 oktober 1604, werd Florence officieel aangewezen om leiding te geven aan het eerste klooster, die de naam draagt van: La Paix Notre Dame.
- In 1609 keurt de pauselijke nuntius, bij een bezoek aan Dowaai, de kloosterregels goed.
- In 1612 gaf paus Paulus V Borghese zijn goedkeuring aan de hervorming van de kloosterregels voorgesteld door Florence de Werqignoeul ook Verquigneul geschreven. Florence werd, inderdaad, in de ogen van alle christenen, oprichter van een nieuwe monastieke regel binnen de benedictijnse orde.
- In 1612, wordt het klooster van "De Vrede van Jezus" in Atrecht opgericht. Hetzelfde jaar werd een priorij in Sint-Omaars opgericht
- In 1613 volgen Namen en de oude Abdij van Sint-Godeleine te Brugge deze hervorming volgens de regel van Florence. Deze abdij is in het bezit is van het geestelijk testament van Florence Verquigneul.
- In 1624, werd in navolging van Atrecht een ander hervormd benedictijner klooster opgericht in Béthune, dicht bij de bakermat van de familie. De religieuzen noemen zich ”De Dames van de Vrede”
- In 1624, wordt een ander huis gesticht te Geraardsbergen, Priorij van Hunnegem genaamd met als eerste abdis Anne Scudamore.
- In 1627 volgt het klooster van Namen en op zijn beurt volgt de Abdij van Notre-Dame d'Avroy Luik. Het motto van deze laatste abdij is "Pax Virginis".
- In 1635 wordt vervolgens in Poperinge een vestiging opgericht.
- In 1640 volgt de stad Luik en vervolgens Menen, genaamd "Onze Lieve Vrouw van de Vrede."

In Frankrijk zijn alle huizen die voortvloeien uit de hervorming van Florence de Verquigneul verdwenen ten tijde van de Franse Revolutie. In België bleven enkele gemeenschappen bestaan en functioneren.
Florence de Verquigneul, ziek en blind, stierf op 78-jarige leeftijd op 29 Aug 1638, in het eerste huis dat ze had opgericht in Dowaai. Ze werd begraven in het koor van de kloosterkerk welk stond op de huidige locatie van het station van Dowaai.
Meer recentelijk werd in 1864 , een hervormd benedictijnse huis onder de naam "Vrede St. Jozef" opgericht in Tongeren. In 1880 geeft Luik geboorte aan een priorij "Pax Cordis Jezus" in Ventnor, een gemeenschap die later werd overgeplaatst naar Ryde (Isle of Wight). De gemeenschap in Gistel werd in 1891 opgericht. In 1919 volgt huis Sint-Gertrudis in Leuven. In 1971 creëert de gemeenschap van Ryde, een klooster op Shanti-Milayan in Indië.

## Voetnoot
1. ↑  (fr) Histoire des ordres religieux et militaires.
2. ↑  (en)  Florence establishes monestary.